# Molins de Rei (kommun)
Molins de Rei är en kommun i Spanien.   Den ligger i provinsen Província de Barcelona och regionen Katalonien, i den östra delen av landet, 500 km öster om huvudstaden Madrid. Antalet invånare är 24 805. Arean är 15,9 kvadratkilometer. Molins de Rei gränsar till Barcelona, Sant Cugat del Vallès, Sant Feliu de Llobregat, Sant Vicenç dels Horts, Pallejà och El Papiol. 
Terrängen i Molins de Rei är platt åt nordväst, men åt sydost är den kuperad.